# Форт-Вашингтон (Каліфорнія)
Форт-Вашингтон (англ. Fort Washington) — переписна місцевість (CDP) в США, в окрузі Фресно штату Каліфорнія. Населення — 255 осіб (2020).

## Географія
Форт-Вашингтон розташований за координатами 36°52′45″ пн. ш. 119°45′41″ зх. д. / 36.87917° пн. ш. 119.76139° зх. д. (36.879298, -119.761256).  За даними Бюро перепису населення США в 2010 році переписна місцевість мала площу 0,32 км², уся площа — суходіл.

## Демографія
Згідно з переписом 2010 року, у переписній місцевості мешкали 233 особи в 97 домогосподарствах у складі 81 родини. Густота населення становила 725 осіб/км².  Було 101 помешкання (314/км²).
Расовий склад населення:
| - 89,7 % — білих - 3,0 % — азіатів - 1,7 % — чорних або афроамериканців - 0,4 % — корінних американців |

До двох чи більше рас належало 4,7 %. Частка іспаномовних становила 11,2 % від усіх жителів.
За віковим діапазоном населення розподілялося таким чином: 14,2 % — особи молодші 18 років, 48,9 % — особи у віці 18—64 років, 36,9 % — особи у віці 65 років та старші. Медіана віку мешканця становила 57,8 року. На 100 осіб жіночої статі у переписній місцевості припадало 104,4 чоловіків;  на 100 жінок у віці від 18 років та старших — 106,2 чоловіків також старших 18 років.
Середній дохід на одне домашнє господарство  становив 188 602 долари США (медіана — 67 221), а середній дохід на одну сім'ю — 188 602 долари (медіана — 67 221). 
Цивільне працевлаштоване населення становило 198 осіб. Основні галузі зайнятості: освіта, охорона здоров'я та соціальна допомога — 66,2 %, будівництво — 9,1 %, виробництво — 8,6 %, сільське господарство, лісництво, риболовля — 8,6 %.